# LB-1 (fossile)
LB-1, anche noto come Lo Hobbit, è l'insieme di fossili ossei di un ominide della specie Homo floresiensis scoperti a Liang Bua sull'Isola di Flores in Indonesia nel 2003 da Wahyu Saptomo, Benjamin Tarus, Thomas Sutikna, Rokus Due Awe, Michael Morwood e Raden Soejono.

## Descrizione
I resti di LB1 comprendono un cranio e una mandibola abbastanza completi, ossa delle gambe, delle mani e dei piedi, oltre a diversi piccoli frammenti. Si stima che l'ominide fosse alto circa 1 m, con un volume endocranico di circa 380 cm³.
Inizialmente datatato a circa 18 000 anni fa, studi del 2016 hanno retrodatato l'età dell'ominide ad un periodo compreso tra 100 000 e 60 000 anni fa.